# Тиранчик оливкововолий
Тира́нчик оливкововолий (Phylloscartes ventralis) — вид горобцеподібних птахів родини тиранових (Tyrannidae). Мешкає в Південній Америці.

## Підвиди

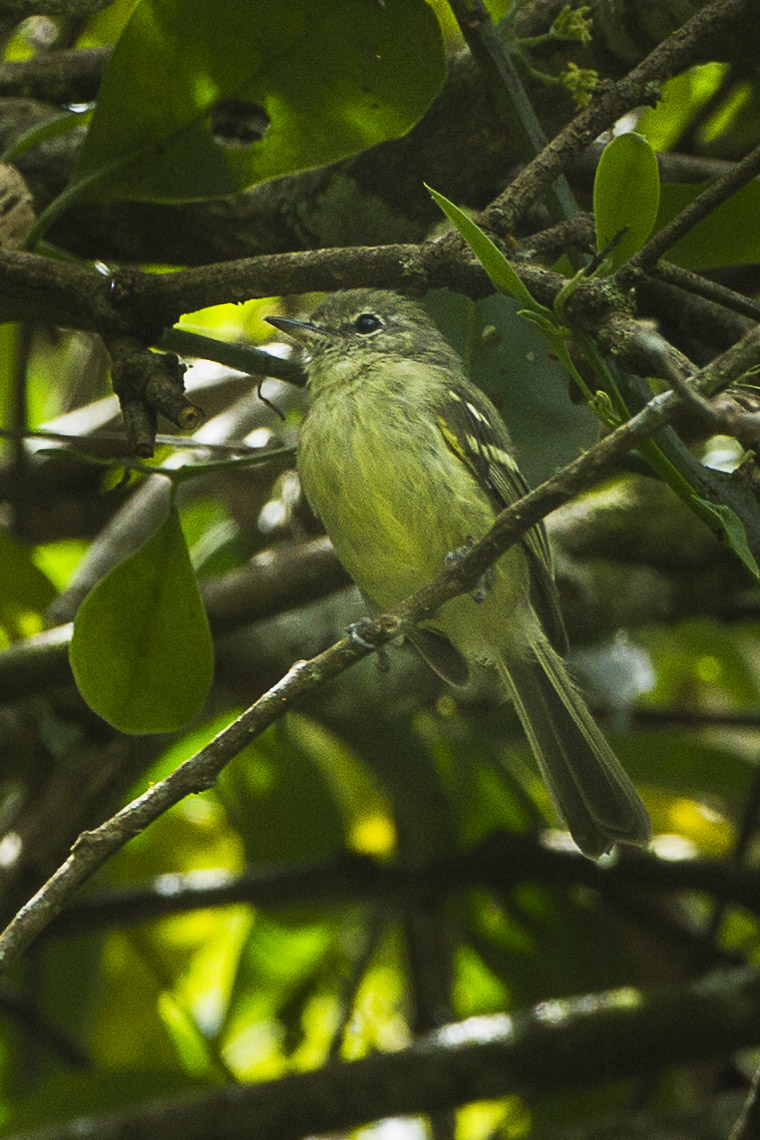
Оливкововолий тиранчик

Виділяють три підвиди:
- P. v. angustirostris (d'Orbigny & Lafresnaye, 1837) — східні схили Анд від Перу (Сан-Мартін) до північної Болівії;
- P. v. tucumanus Zimmer, JT, 1940 — Анди на північному заході Аргентини (від Жужуя до Тукумана і Катамарки);
- P. v. ventralis (Temminck, 1824) — південно-східна Бразилія (на південний захід від Мінас-Жерайсу і Еспіриту-Санту), східний Парагвай, Уругвай і північно-східна Аргентина.

## Поширення і екологія
Оливкововолі тиранчики мешкають в Перу, Болівії, Аргентині, Бразилії, Парагваї і Уругваї. Вони живуть в кронах гірських і рівнинних вологих тропічних лісів та на узліссях. Зустрічаються на висоті від 1000 до 2400 м над рівнем моря в Андах та на висоті до 1500 м над рівнем моря в Бразилії.